# شهدطوطیک راه‌راه
شهدطوطیک راه‌راه (نام علمی: Synorhacma multistriata) گونه‌ای از طوطی‌های خانواده طوطیان سبز و بومی گینه نو است. این تنها گونه‌ای است که در سرده Synorhacma قرار دارد. نابودی زیستگاه آن را تهدید می‌کند.
این گونه بومی جنگل‌های کوهستانی رشته کوه‌های مرکزی در غرب پاپوآ (استان)، اندونزی و مرکز پاپوآ گینه نو (به‌ویژه منطقه رودخانه اوک تدی) است. اعتقاد بر این است که احتمالاً کوچرو است.